# ブルマン
『ブルマン』は、2006年10月15日（?）から2008年3月16日まで中国放送（RCCテレビ）で放送されていた深夜の音楽バラエティ番組である。MCは同局アナウンサーの青山高治。ハイビジョン制作。

## 概要
毎回ゲストミュージシャンたちの音楽活動や広島県内で行われる音楽ライブの情報を伝えていた深夜番組で、それらと並行して様々なバラエティ企画も敢行していた。バラエティ企画ではブルマンさん（青山高治）が県内の飲み屋をアポ無しで訪問し、各店の情報を伝えていた。また稀に、釣りなどのグルメ以外の企画を行うこともあった。
この番組の終了により、2000年放送開始の『壺』から続いた青山司会のRCC日曜深夜の音楽番組シリーズは、約8年間の歴史に幕を下ろした。

## 放送時間
（いずれもJST）
- 本放送：日曜日 24:45 - 25:15
基本時間であるが、前の番組が特番などの編成で放送時間を拡大する場合には繰り下げて放送された。また、番組の放送は「毎週」であるとは限らず、1か月程度の間を置いて放送される場合もあった。

## 出演者
- 青山高治（RCCアナウンサー）

## スタッフ
- ブルマン：青山高治
- ナレーション：吉田千尋
- カメラ：黒田一志
- 編集：京極朝夫
- お手伝い：M.K.
- 美術：キクイヒロシ
- ディレクター：国狭輝亜樹
- チーフディレクター：升光満樹
- プロデューサー：神尾正博
- 製作協力：VIDEOWORK
- 著作製作：中国放送

## 備考
番組名の『ブルマン』の由来は、MCを務めている青山の「青」（＝ブルー）と「山」（＝マウンテン）から取ったものだと考えられる。